# Mam'zelle Nitouche
Pour les articles homonymes, voir Mam'zelle Nitouche (homonymie).
Mam'zelle Nitouche est une opérette (ou « comédie-vaudeville ») française, en trois actes et quatre tableaux, livret de Henri Meilhac et Albert Millaud, musique de Hervé, créée au théâtre des Variétés à Paris, le 26 janvier 1883 avec Anna Judic dans le rôle-titre. Cette œuvre sera jouée sur plusieurs scènes européennes pendant des décennies.
Cette histoire d'un musicien respectable, se transformant en compositeur de chansonnettes la nuit, est en partie inspirée de la vie du compositeur Hervé, respectable organiste de Saint-Eustache, qui arrondissait ses fins de mois au théâtre sous un pseudonyme comme pianiste et acteur de complément.

## Argument
L'organiste Célestin, professeur de musique au couvent des Hirondelles où il a pour élève la jeune Denise de Flavigny, devient tous les soirs « Floridor », compositeur à succès de musique légère. Attirée par les feux de la rampe, Denise devient « Mam'zelle Nitouche », chanteuse à succès, et séduit sous ce déguisement son propre fiancé, le lieutenant des dragons Fernand de Champlatreux.

## Interprètes à la création

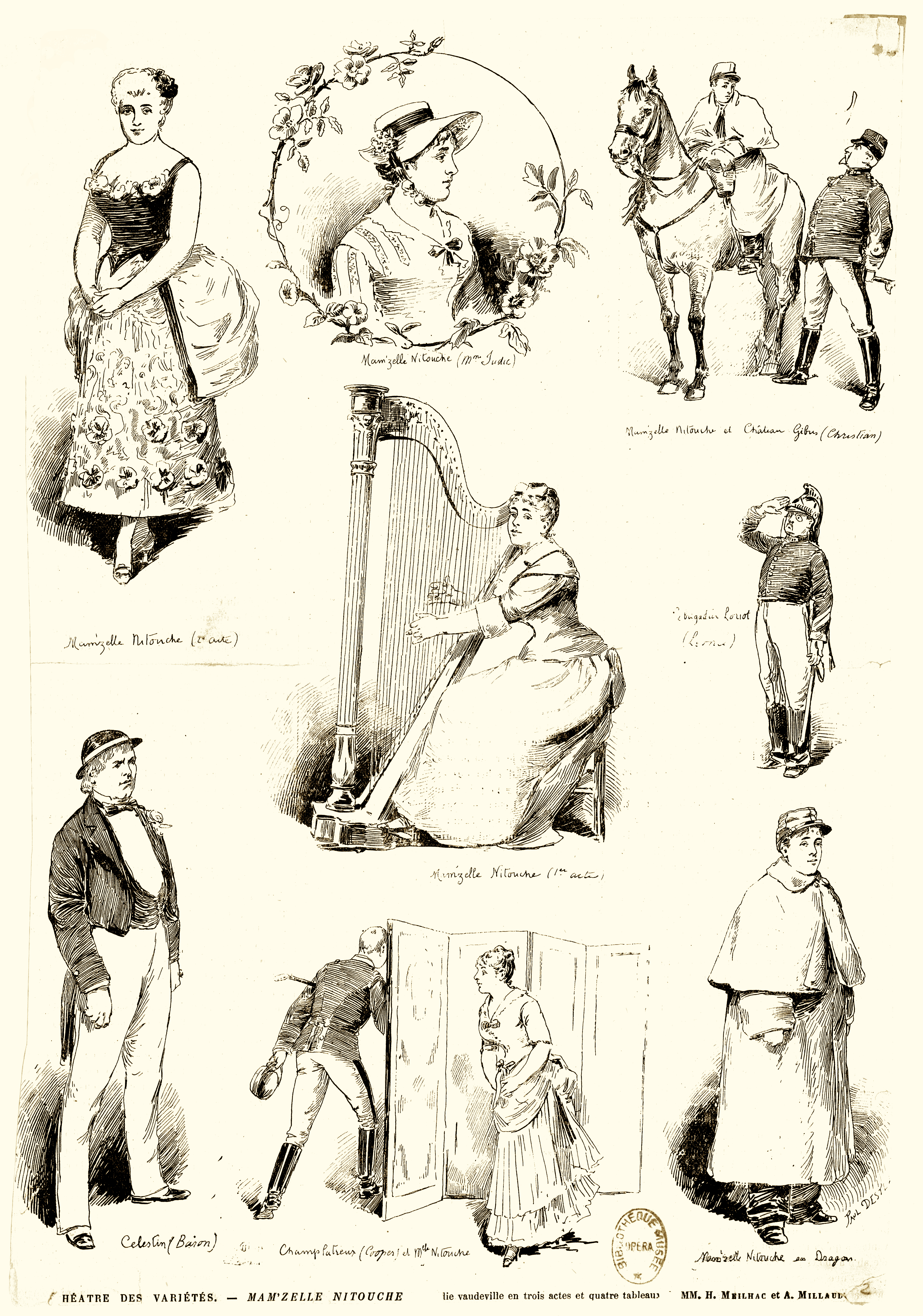
Les interprètes de Mam'zelle Nitouche à la création. Gravure sur bois de Paul Destez (1883).

- Denise de Flavigny dite « Mam'zelle Nitouche » : Anna Judic
- Le Major, comte de Château-Gibus : Christian
- Le Directeur : Édouard Georges
- Célestin, organiste : Baron
- Fernand de Champlatreux, lieutenant : Cooper
- Loriot, brigadier : Léonce
- Gustave, officier : Duminil
- Robert, officier : Hérissier
- Le Régisseur : Thierry
- La Supérieure : R. Maurel
- La Tourière : Meyriani
- Corinne, actrice : Baumaine
- Gimblette, actrice : Marguerite
- Lydie, actrice : Caro
- Sylvia, actrice : Dutaillis

## Autres représentations
La version anglaise de Mam'zelle Nitouche avec May Yohé dans le rôle-titre est donnée le 6 mai 1893 au Royal Court Theatre et au Trafalgar Square Theatre (en), reprise le 1er juin 1896 au Royal Court.

## Adaptations cinématographiques

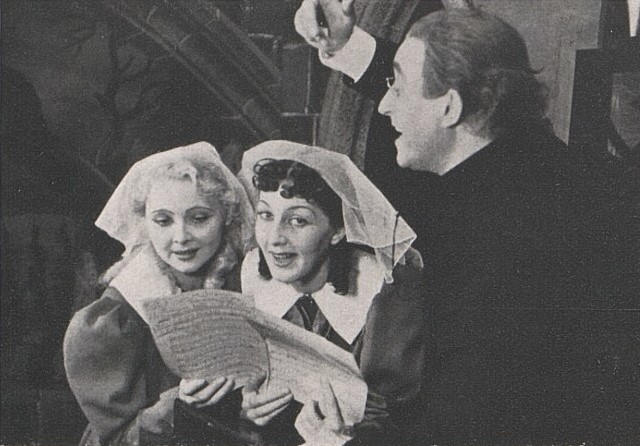
Mam'zelle Nitouche en 1938 en Tchécoslovaquie avec Oldřich Nový, Ljuba Hermanová et Truda Grosslichtová.

- 1912 : Mam'zelle Nitouche de Mario Caserini.
- 1931 : Mam'zelle Nitouche de Marc Allégret avec Raimu.
- 1944 : Le Diable au collège de Jean Boyer.
- 1954 : Mam'zelle Nitouche d'Yves Allégret avec Fernandel.
- 1976 : Les Hirondelles célestes, téléfilm soviétique de Leonid Kvinikhidze inspiré de l'œuvre française.